# Miloš Filipović
Miloš Filipović (Милош Филиповић; sinh ngày 9 tháng 5 năm 1990 ở Beograd) là một tiền vệ bóng đá Serbia.

## Sự nghiệp
Sau sự nghiệp ở trường trẻ thi đấu cho OFK Beograd, anh gia nhập đội một nhưng ở mùa giải đầu tiên, anh được cho mươn đến Mladost Apatin. Sau đó, nửa mùa sau, anh thi đấu cho câu lạc bộ quê nhà và có 14 lần ra sân, anh lại được cho mượn, lần này đến Kolubara Lazarevac, thi đấu thêm 1 năm. Sau đó anh chuyển đến Timok Zaječar, và sau đó ở Voždovac.